# Премия имени О. Генри «Дары волхвов»
Литературная премия имени О. Генри «Дары волхвов» — конкурс короткого рассказа на русском языке. Подаваемые на конкурс тексты должны обладать характерными свойствами прозы О.Генри — оптимистическим взглядом на жизнь, иронией, динамичным сюжетом и неожиданным финалом.
Премия учреждена в Нью-Йорке в 2010 году компанией Vadimedia при поддержке выходящих в США русскоязычных изданий «Новый журнал» и «Новое русское слово». Координатор премии — писатель Вадим Ярмолинец.
На конкурс принимаются произведения русскоязычных авторов, независимо от их гражданства и места проживания.

## Лауреаты
2010. Первый сезон — Александр Хургин — первая премия (1500 $) за рассказ «Крыша». Александр Карасёв — вторая премия (1000 $) за рассказ «Сережки», третью премию разделили Екатерина Донец за рассказ «Стрелочник» и Юлия Юсупова за рассказ «Счастье».
2011. Второй сезон — Николай Фоменко за рассказ «Ракетный пояс Москвы».
2012. Третий сезон — не присуждалась. На конкурс поступило 560 работ. В финал третьего сезона на основе заключений первого жюри были отобраны сочинения Андрея Минеева, Натальи Кольцовой, Андрея Краснящих и Виталия Сероклинова (предпочтения отдавались рассказу Андрея Минеева «Тихая жизнь Валерии»), однако второе жюри решило, что победителя в 2012 году не будет. Объяснение простое: нежелание опускать планку конкурса с той отметки, на которую её подняли победители первых двух сезонов: Александр Хургин с рассказом «Крыша» и Николай Фоменко с рассказом «Ракетный пояс Москвы».
2013. Четвёртый сезон — Дмитрий Карапузов (награждён по итогам предшествующего года) за рассказ «Моя дорогая Клаудиа Шлиффер».
2014. Пятый сезон — Евгений Мамонтов за рассказ «Безумный милиционер».
2015. Шестой сезон — Андрей Краснящих за рассказ «О женщине в Мерседесе».
2016. Седьмой сезон — Александр Столяров за рассказ «Педагог».
2017. Восьмой сезон — Михаил Тяжев за рассказ «Фейерверк».
2018. Девятый сезон — Сергей Шикера за рассказ «Без названия». Вторая премия —  Владимир Березин, рассказ «Третий ключ». Третья премия — Владимир Аристов, рассказ «Даёт о себе знать». 
2019. Десятый сезон — Михаил Тяжев за рассказ «Сентиментальная история». Вторая премия — Владимир Рабинович, рассказ «Штык-нож». Третья премия — Игорь Силантьев, рассказ «Пальто».

## Жюри
В состав жюри в разное время входили: Марина Адамович, Владимир Друк, Олег Ермаков, Дмитрий Данилов, Маргарита Хемлин, Александр Иличевский,  Анна Сафронова, Роман Сенчин, Андрей Геласимов, Сергей Чередниченко.

## Премиальный фонд
Премиальный фонд ежегодно пополняется добровольными пожертвованиями.
2010 — $3000; 2011, 2013, 2015 — $1000; 2012 — не присуждалась; 2014, 2016 — $500; С 2017 года сумма первой премии составляет $1000.

## Информация о премии в прессе
Елена Серебрякова. Учредитель о конкурсе литературной премии О.Генри. Вадим Ярмолинец: «Любовь — лучшее средство для преодоления временных трудностей» // Пиши-читай. 2016. 31 мая. Архивная копия от 9 июля 2021 на Wayback Machine